# Stazione di Marigliano
Stazione di Marigliano vasútállomás Olaszországban, Marigliano településen.

## Vasútvonalak
Az állomást az alábbi vasútvonalak érintik:
- Cancello-Torre Annunziata-vasútvonal

## Kapcsolódó állomások
A vasútállomáshoz az alábbi állomások vannak a legközelebb:
- Stazione di Cancello
- Stazione di Spartimento di Scisciano